# Kalvekrøs
Kalvekrøs er et plisseret eller rynket strimmel af kniplinger, blonder eller fint stof, som er bundet om halsen og er pynt på et skjortebryst.

## Reference
1. ↑  kalvekrøs — Den Danske Ordbog